# Tramwaje w Kisłowodzku
Tramwaje w Kisłowodzku − zlikwidowany system komunikacji tramwajowej w rosyjskim mieście Kisłowodzk działający w latach 1904–1966. 

## Historia
Decyzję o budowie tramwaju w Kisłowodzku podjęto w 1903, a uruchomiono w 1904. Tramwaje dowoziły z fabryki do dworca kolejowego-towarowego butelki wody mineralnej "Narzanom". W 1958 zmieniono trasę linii tramwajowej i od tego czasu tramwaj kursował od rogu ulic Kirowa i Pobiedy. Zakład butelkowania wody mineralnej zbudowano obok magazynu i nie było już potrzeby dowozu ładunków tramwajem. Linię zamknięto w 1966. 
Był to jedyny w całym ówczesnym ZSRR i obecnej Rosji tramwaj wyłącznie do przewozu towarów.